# Дрента
Дрента́ (болг. Дрента) — село у Великотирновській області Болгарії. Входить до складу общини Єлена.

## Населення
За даними перепису населення 2011 року у селі проживали 59 осіб.
Національний склад населення села:
| Національність   | Кількість осіб | Відсоток |
| ---------------- | -------------- | -------- |
| болгари          | 52             | 92,9%    |
| цигани           | 3              | 5,4%     |
| Всього відповіли | 56             |          |

Розподіл населення за віком у 2011 році:
Динаміка населення: